# レインタイム
レインタイム (Raintime)は、イタリアのヘヴィメタルバンド。主にプログレッシヴメタルやパワーメタルに分類される音楽性である。メロディックデスメタルに分類されることも多いバンドであるが、クリーンボーカルの比重が大きく、デスヴォイスがほとんど使用されない楽曲も存在する。

## 略歴
1999年に、イタリア北部のポルデノーネで、クラウディオ・コアシン (Key)、マッテオ・ディ・ボン (G)、マッテオ・バルザン (Ds)の3名で結成。その後、フランチェスコ・ロッシ (G)、ミケーレ・コルッシ (B)が加入。ライヴ活動を始めるようになり、デモ『Jump in the Past』をリリース。正式なボーカリストが不在だったため、インストゥルメンタルの楽曲のみとなった。当時は、ドリーム・シアターの影響が非常に強かった。
2002年にはマッテオ・バルザンが脱退しエンリコ・ファブリス (Ds)が加入。また、不在だったボーカルを、キーボーディストのクラウディオ・コアシンが兼任という形で担当するようになる。同年秋には、フランチェスコ・ロッシが脱退しジョバンニ・ブオーラ (G)が加入。2004年に自主制作で、1stアルバムのレコーディングを始める。この時すでにジョバンニ・ブオーラは脱退しており、後任にカルロ・ナリダン (G)がセカンド・ギタリストを務めていた。録音後、スペインのアライズ・レコードと契約し、1stアルバム『Tales From Sadness』をリリース。リリース後、カルロ・ナリダンはバンドを離れ、ルカ・ミカエル・マルティナ (Lead G)が加入。クラウディオ・コアシンがボーカリスト専任となり、アンドレア・コロナ (Key)が加入。順調に活動しているように見えたが、アライズ・レコードが倒産、更にロイヤル・ハントやシークレット・スフィアとのヨーロッパ・ツアーが初日朝に全日程キャンセルされるなどの憂き目にあう。その中でハロウィンやプリティ・メイズなどを手掛けたトミー・ハンセンをプロデューサーに迎えて、2ndアルバム『Flies & Lies』をレコーディングし2007年にリリース。同アルバムでは、マイケル・ジャクソンのBeat Itをカヴァーした。日本では、サウンドホリックから日本盤がリリースされた。
2009年にルカ・ミカエル・マルティナが脱退しダニエレ・ブレッサ (Lead G)が加入。2010年に3rdアルバム『Psychromatic』をリリース。レコーディング後、オリジナルメンバーのマッテオ・ディ・ボンとミケーレ・コルッシが脱退し、元スローモーション・アポカリプスのイヴァン・オドリコ (G)とダリオ・バッティストン (B)が加入した。
2012年5月末、解散することが発表された。また、併せてクラウディオ・コアシン、エンリコ・ファブリスとイヴァン・オドリコの3人が新たにプロジェクトに取り組んでいることも発表された。その後この3名を中心に、メタル/ハードロックプロジェクト、フェイク・アイドルズが結成された。
2018年、再結成することが発表された。再結成後のメンバーは、2ndアルバム『Flies & Lies』時のメンバーに近いが、マッテオ・ディ・ボンが再結成には参加せず、前回後任として加入したイヴァン・オドリコが参加することになった。

## メンバー

### 現在のメンバー
- クラウディオ・コアシン (Claudio Coassin) - ボーカル (1999-2012,2018-)

結成から解散まで在籍した唯一のメンバー。
結成当初はキーボード専任だった。1stデモリリース後からボーカルを兼任するようになり、アンドレア・コロナ加入後からボーカル専任となった。
解散後、フェイク・アイドルズで活動。
- ルカ・ミカエル・マルティナ (Luca Michael Martina) - リードギター (2004-2009,2018-)
- イヴァン・オドリコ (Ivan Odorico) - ギター (2010-2012,2018-)

スローモーション・アポカリプスで活動していた。解散後、フェイク・アイドルズで活動。
- ミケーレ・コルッシ (Michele Colussi) - ベース (1999-2010,2018-)
- アンドレア・コロナ (Andrea Corona) - キーボード (2005-2012,2018-)

Revoltonsで活動していた。
- エンリコ・ファブリス (Enrico Fabris) - ドラムス (2002-2012,2018-)

解散後、フェイク・アイドルズで活動。

### 旧メンバー
- マッテオ・ディ・ボン (Matteo Di Bon) - リズムギター (1999-2010)
- フランチェスコ・ロッシ (Francesco Rossi) - ギター (1999-2002)
- ジョバンニ・ブオーラ (Giovanni Buora) - ギター (2002-2003)
- ダニエレ・ブレッサ (Daniele 'Acido' Bressa) - リードギター (2009-2012)
- ダリオ・バッティストン (Dario Battiston) - ベース (2010-2012)

ダイ・サイレントリー、ケミストリー・ルームでも活動。
- マッテオ・バルザン (Matteo Barzan) - ドラムス (1999-2002)

### セッションメンバー
- カルロ・ナダリン (Carlo Nadalin) - ギター (2004)

2004年にセッション参加。

## ディスコグラフィー
- 1999年 Jump in the Past (Demo)
- 2005年 Tales from Sadness
- 2007年 フライズ・アンド・ライズ Flies & Lies

マイケル・ジャクソンのBeat Itのカヴァーが収録されている
- 2010年 サイクロマティック Psychromatic